# Trichosteleum trachyamphorum
Trichosteleum trachyamphorum là một loài Rêu trong họ Sematophyllaceae. Loài này được (Müll. Hal.) Kindb. miêu tả khoa học đầu tiên năm 1891.